# ARGUS (DC Comics)
Pour les articles homonymes, voir Argus.
Dans l'Univers de DC Comics, L'ARGUS est une agence gouvernementale paramilitaire secrète des États-Unis dirigée par Amanda Waller et dépendant de la Sécurité Intérieure. La devise de cette agence est Noster Quaerere Incipere (Notre recherche commence).

## Histoire
Si on connait peu de choses sur cette agence, on sait en revanche que l'ARGUS a réuni plusieurs super-criminels au sein d'une unité clandestine, la Task Force X, surnommée l'Escadron Suicide. Comme son nom l'indique, cet escadron est utilisé pour des missions impossibles, à haut taux de mortalité. En cas de réussite, ces criminels se voient accorder des remises de peine. En contrepartie, tout manquement est sanctionné d'une exécution quasi immédiate.

## Apparitions
Elle apparait dans diverses bandes dessinées et à la télévision :

### Comics
- Dans les bandes dessinées, son nom signifie Advanced Research Group Uniting Super-humans. Elle assure la liaison entre le gouvernement américain et les super-héros et agit en tant que soutien de la Ligue des Justiciers, fournissant des ressources et faisant le ménage derrière leurs combats. Cela dit, elle met également en place des plans d'urgence dans le cas où un super-héros déraillerait[2].

### Cinéma
- Dans le film Suicide Squad, l'ARGUS déploie l'Escadron Suicide dans Midway City pour arrêter l'Enchanteresse et exfiltrer Amanda Waller. En dehors de sa directrice, un autre membre notable de l'Argus est le Colonel Rick Flag, Commandant de l'Escadron Suicide[1].
- Dans le film The Suicide Squad, l'ARGUS déploie l'Escadron Suicide à Corto Maltese, une île sud-américaine victime d'un violent coup d'état anti-américain, pour détruire toute trace du projet Starfish.
- L'ARGUS est présent dans le film Superman de 2025, où il est dirigé par le Général Rick Flag, Sr.

### Télévision

#### Téléfilms
- Dans le téléfilm Batman : Assaut sur Arkham, l'ARGUS envoie l'Escadron Suicide mener un raid contre l'Asile d'Arkham qui tourne au désastre.
- Dans le téléfilm Suicide Squad : Le Prix de l'enfer, l'ARGUS envoie l'Escadron Suicide afin de récupérer un artéfact pour le compte d'Amanda Waller, ce qui oblige la Task Force X à faire face à Vandal Savage.

#### Arrowverse
Dans l'Arrowverse, son nom signifie Advanced Reshearch Group United Support.

##### Arrow
L'ARGUS apparaît dans la série Arrow:
- L'ARGUS a envoyé l'Escadron Suicide en Markovie détruire une planque d'armes chimiques neurotoxiques. Environ un an plus tard, elle l'envoie sauver un sénateur américain, dont l'enlèvement se révèlera être une manipulation pour préparer sa campagne présidentielle.
- L'ARGUS s'est chargé de la sécurisation des accès de la ville de Starling City (ville de Green Arrow) lors de l'affrontement entre les troupes de Slade Wilson et la Ligue des Assassins, menée par Green Arrow.
- Elle a également construit une prison secrète du plus haut niveau de sécurité sur l'Île de Lian Yu, prison où Deathstroke est détenu entre la fin de la saison 2 et la fin de la saison 5.
- Dans les flashbacks de la saison 3, l'ARGUS recrute Oliver Queen pour tenter de neutraliser une arme biochimique à Hong Kong, l'Alpha-Oméga, mais la tentative échoue, et l'arme sert dans une attaque bactériologique. On y apprend aussi que l'ARGUS a tenté d'abattre un avion civil en route pour Hong-Kong afin de provoquer un effondrement de l'économie chinoise, tentative qui a été mise en échec par Green Arrow dans les flashbacks de la saison 1
- Dans un cross-over avec Flash, le QG régional de l'ARGUS situé à Starling City est attaqué par un membre renégat qui est finalement arrêté.
- Dans la quatrième saison, le QG régional de l'ARGUS est à nouveau attaqué, par une unité corrompue de l'Armée Américaine du nom de Shadowspire cette fois. Amanda Waller est exécutée et Lyla Diggle devient la nouvelle directrice.
- Dans les flashback de la quatrième saison, l'ARGUS enrôle à nouveau Oliver Queen et le renvoie sur Lian Yu pour arrêter le Baron Reiter.

##### Flash
L'ARGUS est également présente dans la série Flash:
- Lorsque Cisco mentionne que le Général Wade Eiling, qui se fait enlever par le Dr Wells, est officiellement en congé administratif, Barry comprend que l'ARGUS couvre Eiling.
- Vers la fin de la première saison, Barry Allen doit transférer des Méta-Humains de la prison que le Dr Wells a saboté et décide de les envoyer sur Lian Yu, mais l'avion de l'ARGUS qui devait transporter les prisonniers est abattu lors de leur évasion.
- L'ARGUS, désormais dirigé par Lyla Diggle, apparaît dans la saison 2, lorsque King Shark s'évade du centre de recherche de l'agence situé à Central City.
- Dans la saison 3, Barry tente également, avec l'aide de Leonard Snart, de dérober une source d'énergie extraterrestre qui est entreposée dans les locaux de l'organisation.
- Dans la saison 4, l'ARGUS détient dans une prison secrète un dangereux méta-humain qui produit des radiations mortelles à la suite de sa mutation, prison qui est attaquée par Clifford DeVoe.

##### Legends of Tomorrow
- Dans la saison 3, les Legends voyagent en 2042, ou l'ARGUS exécute la loi martiale et traque tous les méta-humains.

##### Batwoman
- Dans la saison 2, l'ARGUS envoie John Diggle en mission à Gotham City